# Steindachnerina conspersa
Steindachnerina conspersa es una especie de peces de la familia Curimatidae en el orden de los Characiformes.

## Morfología
Los machos pueden llegar alcanzar los 12,8 cm de longitud total.

## Hábitat
Vive en zonas de clima templado.

## Distribución geográfica
Se encuentran en Sudamérica:  cuenca del río Paraguay.